# Man on High Heels
Pour plus de détails, voir Fiche technique et Distribution.
Man on High Heels (hangeul : 하이힐 ; RR : Hai-hil ; litt. « Talons hauts ») est un film dramatique policier sud-coréen écrit, produit, réalisé et monté par Jang Jin, sorti en 2014. Il s’agit d’une fiction sur une détective transgenre spécialisée dans les homicides.

## Synopsis
Une détective au sang-froid, présentée comme un homme ayant l’habitude d’agresser brutalement et d’arrêter les criminels, a du mal à trouver son identité de femme, comme tel est son désir malgré son apparence très masculine. Le jour où elle décide de se faire opérer du sexe, survient une crise imprévue qui perturbe toutes ses intentions...

## Fiche technique
- Titre : Man on High Heels
- Titre original : 하이힐 (Hai-hil)
- Réalisation et scénario : Jang Jin
- Photographie : Lee Seong-jae
- Montage : Jang Jin et Yang Dong-yeop
- Musique : Kim Jeong-woo
- Production : Jang Jin
- Société de production : Jangcha & Co.
- Société de distribution : Lotte Entertainment
- Pays d'origine :  Corée du Sud
- Langue originale : coréen
- Format : couleur - 35 mm - 1,85:1 - Dolby Digital
- Genre : Action, drame, policier et néo-noir[1]
- Durée : 124 minutes
- Dates de sortie :
  - Corée du Sud : 4 juin 2014 (sortie nationale) ; 18 juin 2014 (Director's cut)
  - France : 20 juillet 2016
- Interdit aux moins de 12 ans avec avertissement

## Distribution
- Cha Seung-won : Yoon Ji-wook
  - Lee Dong-gil : Yoon Ji-wook, jeune
- Oh Jung-se : Heo-gon
- Esom : Jang-mi
- Song Young-chang : Heo Bul
- Kim Eung-soo : Squad
- Ahn Gil-kang : Master Park
- Ko Kyeong-pyo : Kim Jin-woo
- Lee Yong-nyeo : Bada
- Lee El : Do Do
- Kim Ye-won : Jung Yoo-ri
- Lee Eon-jeong : Joo-yeon
- Oh Ji-ho : Lee Seok

## Distinction
Récompense
- Festival international du film policier de Beaune 2016 : Grand prix pour Jang Jin